# Modulair ontwerpen

Schema modulair ontwerp

Modulair ontwerpen of modulair design is een ontwerptechniek die gebruikt kan worden om complexe systemen te ontwikkelen, gebruik makend van gelijkaardige componenten. Deze componenten, die ook wel modules genoemd worden, moeten eigenschappen bevatten die het mogelijk maken om ze aan elkaar te koppelen, zodat ze in zijn geheel een complex systeem kunnen vormen. Modulair ontwerpen kan gezien worden als een proces voor het produceren van componenten die bepaalde discrete functies kunnen uitvoeren en, wanneer samengekoppeld, een geheel kunnen vormen dat een verscheidenheid aan functies uitvoert. Modulair ontwerpen benadrukt tevens de minimalisatie van interactie tussen componenten, zodat het mogelijk is om componenten individueel te ontwerpen en te produceren.

## Voor- en nadelen
Er zijn heel wat voordelen verbonden aan het modulair ontwerpen van een systeem. In de eerste plaats vereenvoudigt het modulair ontwerpen de productie van complexe systemen. Daarbij kunnen er meer mensen aan de ontwikkeling van het systeem werken zonder dat daarbij tijd verloren gaat, doordat ze zich kunnen toespitsen op specifieke onderwerpen en aldus zich minder zorgen hoeven te maken over het gehele systeem. Tevens maakt het feit dat er met modules wordt gewerkt in het systeem, het mogelijk om bij een kapotte of verouderde module deze te vervangen zonder dat de rest van het systeem vervangen hoeft te worden. Vervolgens kunnen de ontworpen modules mogelijk ook in een ander systeem gebruikt worden. De ontwerper bespaart daarbij op de ontwikkelingskosten en kan de module mogelijk in massaproductie fabriceren, wat voordeliger kan zijn.
Wanneer een module in een ander systeem wordt gebruikt, daalt mogelijk de performantie (een hoger energieverbruik, een zwaarder geheel, delen van de module die niet optimaal gebruikt worden, etc.) van deze module.

## Toepassing

### Auto-industrie
Het is tegenwoordig meer dan gebruikelijk dat een auto wordt ontwikkeld in verschillende modules. Bij modules denken we hierbij dan bijvoorbeeld aan het chassis, motor, versnellingsbak, banden, interieur en de informaticasystemen aan boord. Deze modules worden dan meestal gebruikt in verschillende modellen van het automerk. Ook komt het voor dat verschillende automerken samenwerken en modules uitwisselen, verkopen of standaardiseren zodat ze de productieprijs kunnen drukken.

### Hardware-industrie
Computers zijn een goed voorbeeld van een modulair systeem. De harde schijf, het RAM geheugen, de processor, de grafische kaart en het toetsenbord zijn voorbeelden van modules. Bij de meeste computers kunnen deze modules vervangen worden, wat mogelijk een verbetering van de prestatie van het systeem tot gevolg kan hebben.

### Bouw
Ook bij gebouwen is het mogelijk om modulaire componenten te gebruiken. Deze kunnen eerst in een fabriek gefabriceerd worden (prefabricage) en vervolgens naar de bouwplaats gebracht te worden om daar met andere componenten samengevoegd te worden. Dit kan leiden tot een versnelling van het bouwproces, minder gevoeligheid voor omgevingsfactoren (bijvoorbeeld weersinvloeden) tijdens de bouw en mogelijk een besparing van kosten.

### Modulair programmeren
Het maken van een software-programma kan soms zo complex zijn, dat het makkelijker is om het systeem op te splitsen in modules. Dit maakt het tevens mogelijk om met een grote groep van ontwikkelaars zowel individueel als samen aan één software-project te werken.